# Estação Mendoza
A Estação Mendoza é uma das estações do Metrotranvía de Mendoza, situada no distrito de Mendoza, seguida do Parador Belgrano. Administrada pela Empresa Provincial de Transporte de Mendoza (EPTM), é uma das estações terminais da Linha Verde.
Foi inaugurada em 28 de fevereiro de 2012. Localiza-se no cruzamento da Avenida Belgrano com a Avenida Las Heras. Atende os bairros Parque Central e Residencial Sur.